# توماس ويلسون باترسون
توماس ويلسون باترسون هو سياسي كندي، ولد في 6 ديسمبر 1850 في اسكتلندا في المملكة المتحدة، وتوفي في 28 أغسطس 1921 في فيكتوريا في كندا. نشط حزبياً في BC United ‏. وقد انتخب Lieutenant Governor of British Columbia ‏ (1909 – 1914) وانتخب عضو الجمعية التشريعية لكولومبيا البريطانية ‏.